# Anglican Catholic Church
Die Anglican Catholic Church ist eine Kirche, die sich aus der Anglikanischen Kirche heraus entwickelt und verselbständigt hat.
Eine Reihe anglikanischer Christen stand bereits seit der ersten Hälfte des 20. Jahrhunderts der zunehmenden Anpassung ihrer Kirche an den Zeitgeist kritisch gegenüber. Seit den 1970er Jahren lösten sich dann verschiedene Gemeinden aus dem Weltverband der Anglikanischen Kirche heraus. 1977 kam es in Saint Louis zu einem internationalen Kongress von etwa 2000 Bischöfen, Priestern und Laien. Dieser Kongress beschloss eine Rückkehr zu den alten Traditionen und Glaubensgrundsätzen der Anglikanischen Kirche und trennte sich von der bestehenden Anglikanischen Kirche. Als ersten Bischof wählten sie den emeritierten Bischof von Springfield. 1984 schloss sich die Anglican Church of India (nicht zu verwechseln mit der ebenfalls anglikanischen und deutlich größeren Church of North India und Church of South India, die beide Mitglieder der Anglikanischen Gemeinschaft sind) mit ihren fünf Diözesen der Anglican-Catholic Church an.
1991 verließ ein Drittel der Pfarreien die Kirche und gründeten zusammen mit der American Episcopal Church die Anglican Church in America.
Heute zählt die Anglican-Catholic Church 17 Diözesen in zwei Kirchenprovinzen und ist auf allen Kontinenten zu finden.
Seit Oktober 2008 besteht volle Kirchengemeinschaft mit der Anglican Province of Christ the King und der United Episcopal Church of North America.

## Diözesen
Provinz I
- Diocese of the Mid-Atlantic States
- Diocese of the Midwest
- Diocese of New Orleans
- Diocese of the Holy Trinity
- Diocese of the Resurrection
- Diocese of the South
- Diocese of the United Kingdom
- Diocese of Aweil, Sudan
- Missionary Diocese of Australia
- Missionary Diocese of the Caribbean
- Missionary Diocese Of New England
- Missionary Diocese of New Grenada
- Missionary Diocese of Southern Africa

Provinz II (Church of India)
- Diocese of Amritsar
- Diocese of Bombay
- Diocese of Delhi
- Diocese of Lucknow
- Diocese of Nagpur